# Martin Flack
Martin Flack (1882 – 1932) è stato un medico e fisiologo inglese.
È noto per aver descritto insieme a sir Arthur Keith il nodo del seno, di cui sono diventati gli eponimi. Tra le altre sue scoperte va ricordato il test per la valutazione della resistenza cardiopolmonare degli aviatori, noto come Test di Flack.